# Epsilon Aurigae
Pour les articles homonymes, voir Epsilon (homonymie).
Désignations
Epsilon Aurigae (ε Aur / ε Aurigae), également nommée Almaaz, est une étoile binaire à éclipses de la constellation du Cocher. Sa luminosité varie entre les magnitudes +2,92 et +3,88 sur une période donnée de 9 884 jours (~27,1 ans). Sa distante reste sujette à débat, avec les mesures de parallaxe annuelle par le satellite Gaia qui la placent à environ 1 kpc (∼3 260 al) du Soleil.

## Nomenclature, histoire et mythologie

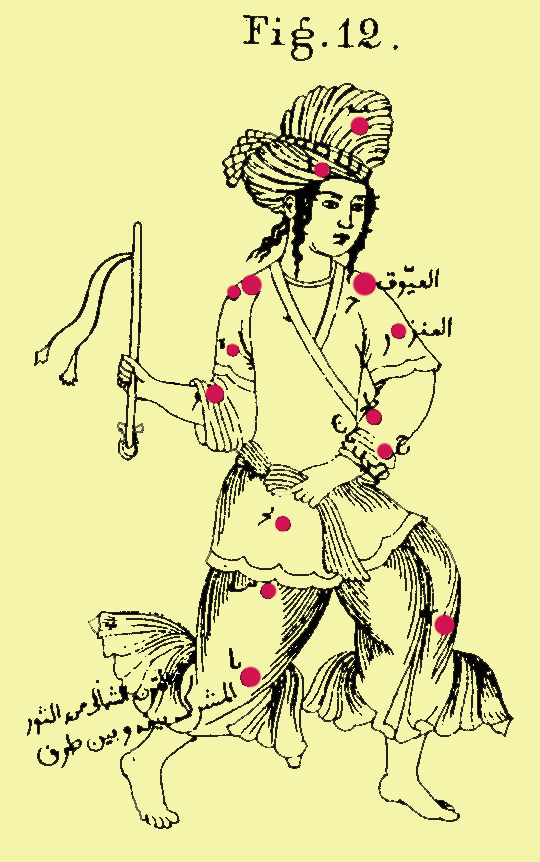
La figure de مممسك العنّان Mumsik al-ᶜInān dans le ciel gréco-arabe (d’après le traité de ᶜAbd al-Raḥmān al-Sūfī, 1606, St-Péterbourg). ε Aur y est nommée العنز al-ᶜAnz, « la Chèvre ».

ε Aurigae, latinisé Epsilon Aurigae, est désignation de Bayer de l'étoile. Elle porte également la désignation de Flamsteed de 7 Aurigae.

### Du ciel grec et arabe à l'UAI
Almaaz est le nom aujourd’hui approuvé pour ε Aur par  l’Union astronomique internationale (UAI). Il vient de l’arabe المعز al-Maᶜz, « les Chèvres » (nom collectif) dans le cadre du ciel gréco-arabe, c’est-dire le ciel grec adopté par les astronomes arabes au IXe siècle. Dans sa traduction du یجِ سلطانی Zīğ-i Sulṭānī ou « Tables sultaniennes » d’Uluġ Bēg (1437), Thomas Hyde livre la transcription ’AlMaâz’ (1665), reprise sous la forme ’Al Ma‘az’ par Richard Allen (1899), ce qui lui permet de passer dans les catalogues.
Al Anz est un autre nom de ε Aur. C’est l’arabe العنز  al-ᶜAnz, « la Chèvre », employé pour cette étoile dans des catalogues tardifs, notamment celui d’al-Tīzīnī. Mais on le trouve déjà dans l’édition du traité d'al-Qazwīnī (XIIIe s.) par Christian Ludwig Ideler (1806) sous la transcription ’El-anz’, ce que reprend Richard Allen (1899) sous la forme ’Al ‘Aanz’. Cela lui permet de passer comme nom propre dans les catalogues avec Jack. W. Rhoads,.

### En Chine
ε Aur est 柱一, soit la 1re étoile de l’astérisme 柱, pinyin Zhù, « le Pilier », constitué par le groupe ε, ζ et η Aur,.

## Observation
Trouver l'étoile n'est pas difficile : elle constitue l'apex du triangle isocèle constituant le « nez » de la constellation du Cocher, et elle est visible tout l'hiver dans l'hémisphère Nord, à proximité de l'étoile jaune et brillante Capella.

## Système

### Étoile binaire à éclipses
La composante visible est une supergéante de type spectral A9Ia. Son diamètre est égal à environ 100 diamètres solaires. L'autre composante (éclipsante) n'est pas visible. Un des phénomènes observés durant l'éclipse est que le niveau d'obscurcissement de l'étoile A par la compagne diminue brièvement, comme s'il existait un trou dans cette dernière.
- L'hypothèse 1 était qu'elle soit constituée d'une ou deux petites étoiles avec un anneau de poussière opaque à proximité immédiate, produisant les éclipses observées d'une durée de 18 mois.
- L'hypothèse 2 était qu'elle soit immense, mais de faible densité et donc semi-transparente, ce qui en aurait fait le plus grand objet connu de l'univers.
- Hypothèse 3 : ce système a été un candidat précoce susceptible de contenir un trou noir mais ce modèle a été écarté[18]

L'éclipse de 2009-2011 a permis à l'équipe de Brian Kloppenborg, de l'université de Denver, d'étudier Epsilon Aurigae avec l'interféromètre californien CHARA Array. Les images révèlent un disque de poussière de 1,5 milliard de kilomètres de diamètre, vu par la tranche, et contenant une petite étoile massive. Cela confirme l'hypothèse 1 : Epsilon Aurigae est donc un système binaire atypique.

### Composantes optiques
Les catalogues d'étoiles doubles et multiples recensent un grand nombre d'étoiles accompagnant Epsilon Aurigae, mais Eggleton & Tokovinin (2008) ne recensent que la binaire à éclipses dans le système, toutes les autres étoiles semblant être des doubles optiques. Dans le Catalogue des composantes d'étoiles doubles et multiples de Jean Dommanget et Omer Nys, ε Aurigae (CCDM J05020+4350 A) est accompagnée par quatre autres étoiles, à savoir : BD+43 1166 B, C et D ainsi que BD+43 1168 (ε Aur E).
Le Catalogue d'étoiles doubles de Washington recense au sein du système (WDS J05020+4349) de ε Aurigae (WDS J05020+4349 A) six étoiles supplémentaires, désignées ε Aur F à K.